# Israel Tsvaygenbaum

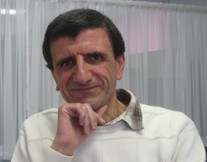
Israel Tsvaygenbaum (2010)

Israel Tsvaygenbaum (russisch Исраил Иосифович Цвайгенбаум / Israil Iossifowitsch Zwaigenbaum; * 1. Februar 1961 in Derbent, Dagestanische ASSR, Russische SFSR, Sowjetunion) ist ein russisch-US-amerikanischer Künstler, der in Russland und den Vereinigten Staaten ausgestellt hat. Zwei seiner Werke befinden sich im früheren Museum der Bildenden Künste in Derbent, weitere Werke in privaten Sammlungen in neun Ländern, darunter Österreich, Bulgarien, England, Frankreich, Niederlande, Israel, Russland und den Vereinigten Staaten.

## Leben
Tsvaygenbaum wurde in der südrussischen Stadt Derbent, einer der ältesten Städte der Welt geboren. Die Bevölkerung ist überwiegend muslimisch, aber es gibt auch jüdische Familien, zu welchen auch Tsvaygenbaums Eltern gehörten. Sein Vater stammte aus Będzin, Polen, und floh während des Zweiten Weltkrieges in die Sowjetunion. Tsvaygenbaums Mutter wurde in der Sowjetunion geboren. Sie gehörte den Bergjuden an.
Von 1976 bis 1980 studierte Tsvaygenbaum Kunst an der Pädagogischen Schule in Isberbasch (Dagestanische ASSR). Im Jahr 1991 machte er seinen Master in Bildender Kunst an der Staatlichen Universität des Kubangebiets in Krasnodar. Tsvaygenbaum organisierte im Jahr 1986 in Derbent die Künstlervereinigung Kolorit. Die Künstlervereinigung Kolorit zeigte Kunst in Galerien in Derbent und in Machatschkala.
Die Kultur der Gegend in der Tsvaygenbaum aufwuchs und seine jüdische Herkunft spiegeln sich in seinen Bildern wider. Die russische Zeitung Derbentskije iswestija (russisch Дербентские известия) schrieb einmal über Tsvaygenbaums Arbeit:

„Das Thema der Einsamkeit und Melancholie ist weit verbreitet in vielen der Gemälde, wie Nostalgie, Einsam, Die Zwei und anderen. Dieses Thema der Bilder ist durch den Vater des Künstlers, der aus Polen stammt, inspiriert. Im Jahr 1939, im Alter von 29 Jahren, flüchtete dieser aus Polen um der braunen Pest (Nazis) zu entkommen. Dessen andere Verwandte wurden damals getötet. Die Zusammensetzung der Bilder zeigt Trauer und Melancholie.“

Ein weiterer Abschnitt in der Zeitung besagt:

„Die Farbenskala in den Bildern ist moderat und gedämpft. Dies ist eine Palette des Herbstes, in denen das Gold der Birke harmoniert mit dem Kupfer der Eichenblätter. Das Karminrot des Ahorn harmoniert mit der Dunkelheit der bloßen Zweige.“

Im November 1993 und im April 1994 gab es zwei große und letzte Ausstellungen Tsvaygenbaums in Russland. Es waren zwei Einzelausstellungen in Moskau. Die erste fand in der Östlichen Galerie statt und die zweite Jüdische Rhapsodie im Zentralen Haus der Künstler.
Im Juli 1994 verließ Israil Tsvaygenbaum mit seiner Familie Russland, weil seine Familie in der Republik Dagestan gefährdet war. Er lebt derzeit in Albany, New York. In den USA arbeitet Tsvaygenbaum weiterhin als Maler. Er fährt fort zu jüdischen Themen zu malen.
Am 25. Dezember 2016 in Europa und in Israel und am 15. Januar 2017 in den USA sendete RTVi ein Interview mit Tsvaygenbaum in der Sendung „In New York mit Victor Topaller“, in dem der Künstler über sein Kunstwerk sprach, leben und interessante Menschen, denen er in seinem Leben begegnet ist.
2016 war Tsvaygenbaum Gastautor des Buches „Es gab eine solche Stadt. Derbent“. Das Buch wurde in russischer Sprache veröffentlicht. Er hat Kurzgeschichten aus seiner Kindheit in seiner Heimatstadt Derbent aufgenommen.
2018 war Tsvaygenbaum Gastautor eines weiteren Buches „Stolz, glücklich und dankbar, jüdisch zu sein“. Es wurde in den USA in englischer Sprache veröffentlicht. Seine Kurzgeschichten in dem Buch waren mit „Memoiren: Das Judentum in meinem Leben“ gekennzeichnet.
2023 veröffentlichte Tsvaygenbaum in den USA auf Englisch seine Memoiren „Meine Geheime Erinnerung“ (englisch "My Secret Memory"). Die Memoiren des Künstlers basieren auf seinen Erinnerungen und Erfahrungen, die einige seiner Kunstwerke inspirierten. Es gibt dem Leser einen Einblick in das Leben des Künstlers und das Leben derer, die für Tsvaygenbaum wichtig und in seinem Leben einflussreich waren. Das Buch enthält 35 Kunstwerke des Künstlers.

## Signatur
Tsvaygenbaum signiert seine Bilder mit seinem Vornamen in hebräisch ישראל oder in einer verkürzten Version des hebräisch יש, mit Ausnahme der Gemälde Ein Junge führt einen blinden Engel (1997) und Blume (1998), wo er im Englischen als englisch Tsvaygenbaum signierte. Sein Name ist auf der linken oder rechten Ecke geschrieben. Er schreibt die Titel der Bilder auf der Rückseite der Leinwand. Frühere Titel wurden in Russisch geschrieben, und die Titel der nach seiner Emigration in die Vereinigten Staaten im Jahr 1994 produzierten Bilder werden in englischer Sprache verfasst.

## Familie
Tsvaygenbaum ist verheiratet mit Katerina Tsvaygenbaum, Tochter des sowjetischen, seit 1997 in Israel lebenden Historikers Jagutil Mischijew. Er hat mit ihr drei Töchter.